# 極東地方
極東地方（きょくとうちほう、ロシア語: Дальневосточный край）は、極東ロシアに1926年1月4日から1938年10月20日にかけて存在したロシア・ソビエト連邦社会主義共和国の一行政区画である。首府はハバロフスクに置かれた。
前身は極東州（1922年11月15日から1926年1月4日）、さらにその前身は極東共和国である。

## 極東州
- 1922年11月15日 極東共和国がロシア・ソビエト連邦社会主義共和国に合流し、極東州が形成された[1]。
- 1923年5月　極東州管轄下であったブリヤート・モンゴル自治州（ロシア語版）（現在のブリヤート共和国、ザバイカリエ地方の各一部）がモンゴル・ブリヤート自治州（ロシア語版）（現在のイルクーツク州、ブリヤート共和国の各一部）と合併し、ブリヤート・モンゴル自治ソビエト社会主義共和国が設立
- 1923年7月25日　全ロシア中央執行委員会（英語版）とロシア・ソビエト連邦社会主義共和国人民委員会議（英語版）の決議により、極東州管轄下の州（オーブラスチ、область）が県（グベールニヤ、губерния）に変更され、法的にも極東州が設立された。（当時、置かれた県はザバイカル県（ロシア語版）、アムール県（ロシア語版）、沿バイカル県（ロシア語版）、沿アムール県（ロシア語版）、沿海県（ロシア語版）、カムチャッカ県（ロシア語版）の6県）[1]
- 1923年10月1日　沿バイカル県がザバイカル県とブリヤート・モンゴル自治ソビエト社会主義共和国で分割。また、沿アムール県と沿海県が沿海県に統合。[1]
- 1925年5月　沿アムール県に属する北サハリンから日本軍が撤退する。
- 1926年1月4日　極東州が極東地方に改組。

## 極東地方
- 1926年1月4日　極東州の極東地方に改組に伴い、県が解体されて9つの管区（オークルク、округ）に再編され、管区の下には合計75の地区（ラヨン、район）が置かれる[2][3]。
  - ザバイカル県: チタ管区（ロシア語版）とスレテンスク管区（ロシア語版）
  - アムール県: アムール管区（ロシア語版）とゼヤ＝アルダンスク管区（ロシア語版）
  - 沿海県: ウラジオストク管区（ロシア語版）、ニコラエフスク管区（ロシア語版）、サハリン管区（ロシア語版）、ハバロフスク管区（ロシア語版）
  - カムチャッカ県: カムチャッカ管区（ロシア語版）
- 1930年7月30日　チタ管区とスレテンスク管区が新たに設立された東シベリア地方（ロシア語版）に移管される[4]。
- 1930年10月1日　カムチャッカ管区とサハリン管区以外の管区が廃止され、2管区、67地区となる[2]。
- 1930年12月10日　ソビエト連邦全ロシア中央執行委員会の決議により、コリャーク、オホーツク・エヴェンキ（ロシア語版）、チュクチの3民族管区が設置。
- 1931年5月20日 アラゼヤ川流域、コリマ川流域北部、インディギルカ川流域が極東ロシア連邦から切り離され、ヤクート自治ソビエト社会主義共和国に移管される。
- 1932年10月20日　全ロシア中央執行委員会とロシア・ソビエト連邦社会主義共和国人民委員会の政令により、より上位の行政区分として4州、4管区、3地区、1市(ゴロド、 Город)が設けられる。
  - アムール州（首府：ブラゴヴェシチェンスク）
  - 沿海州（首府：ウラジオストク）
  - サハリン州（首府：アレクサンドロフスク）
  - カムチャッカ州（首府：ペトロパブロフスク・カムチャツキー）
  - ニジネ・アムールスク管区(首府:ニジニ・アムールスク)
  - オホーツク・エヴェンキ管区
  - コリャーク管区
  - チュクチ管区
  - ビロビジャン地区
  - ニジネ・タンボフ地区
  - プリゴロドニ地区
  - ハバロフスク市
- 1934年5月7日 ビロビジャン地区がユダヤ自治州に改組されることが決定
- 1934年7月22日　ウスリー州（ロシア語版）（首府：ウスリースク）、ニジネ・アムールスク州（ロシア語版）(首府:ニジニ・アムールスク)、ゼヤ州（ロシア語版）（首府:ルハロヴォ）、ハバロフスク州（首府:ハバロフスク）が設立される[2]。
- 1934年9月20日　共にニジネ・アムールスク州に属していたニジネ・アムールスク管区とオホーツク・エヴェンキ管区が廃止され、管区に属していた地区が州の直轄になる。
- 1934年12月18日　ユダヤ自治州が正式に設立される。
- 1937年9月26日　東シベリア州とゼヤ州の一部がチタ州に再編され、極東地方から外れる。

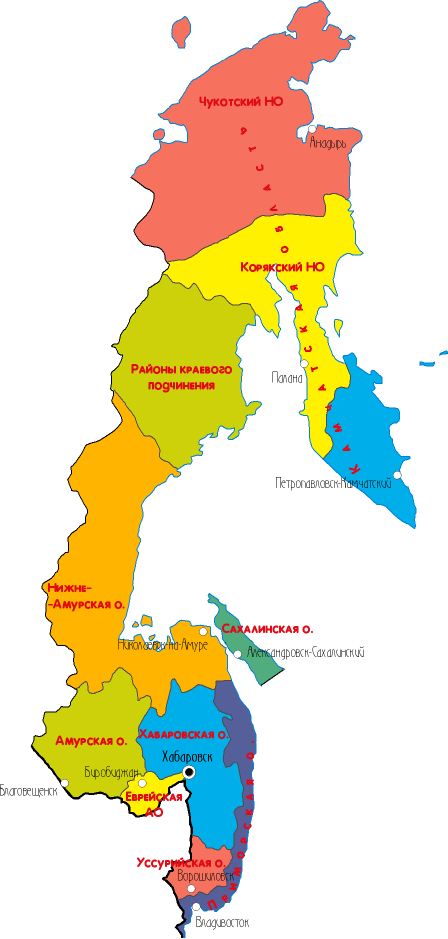
1938年時点で極東地方の行政区画

- 1938年10月20日　ソビエト連邦最高会議により、極東地方が沿海地方（ウスリー州と沿海州を含む）とハバロフスク地方（それ以外の州や地区を含む）に分割される[5]。
- 1939年5月31日　ソビエト連邦最高会議によって、沿海地方とハバロフスク地方の設立が正式に承認される[6]。